# Ephesia triphaenoides
Ephesia triphaenoides là một loài bướm đêm trong họ Noctuidae.